# Con O'Neill
Con O'Neill, född 15 augusti 1966 i Weston-super-Mare i Somerset i England, är en brittisk skådespelare. Han började sin skådespelarkarriär på Everyman Theatre och blev främst känd för sina framträdanden i musikaler. Han har också medverkat i flera filmer och TV-serier.
Bland filmer han har varit med i finns The Kid, TV-serien Cobra och filmen The Batman från 2022.